# Rat Pack
Rat Pack je bila skupina glumaca originalno okupljenih oko Humphreya Bogarta. Sredinom 1960-ih ovaj naziv je korišten od tiska i javnosti odnoseći se na kasniju inačicu sastava, poslije Bogartove smrti, koji su sebe nazivali "the summit" ili "the clan," a koju su sačinjavali Frank Sinatra, Dean Martin, Sammy Davis Jr., Peter Lawford i Joey Bishop, koji se pojavljivao kako na pozornici tako i na filmovima u ranim 1960-im uključujući i film Oceanovih jedanaest. Sinatra, Martin i Davis smatrani su vodećim članovima sastava.

## 1950-e
Naziv "The Rat Pack" prvi put je korišten aludirajući na grupu prijatelja iz New Yorka. Nekoliko objašnjenja ponuđeno je javnosti o nazivu sastava tijekom godina. Prema jednoj verziji originalni član sastava "Den Mother," Lauren Bacall, vidjevši svog muža (Bogarta) i njegove prijatelja kako se vraćaju jedne večeri iz Las Vegasa, rekla je "You look like a goddamn rat pack." "Rat Pack" bi mogla biti i skraćenica naziva  "Holmby Hills Rat Pack", doma Humphrey Bogarta i Lauren Bacall koji je služio za stalna druženja.
Gostujući članovi bili su Errol Flynn, Nat King Cole, Mickey Rooney i Cesar Romero.
Prema Stephenu Bogartu, originalni članovi Holmby Hills Rat Packa bili su: Frank Sinatra, Judy Garland, Bacall, Sid Luft, Bogart, Swifty Lazar, Nathaniel Benchley, David Niven, Katharine Hepburn, Spencer Tracy, George Cukor, Cary Grant, Rex Harrison i Jimmy Van Heusen.  U svojoj autobiografiji The Moon's a Balloon, David Niven tvrdi da je u originalnom sastavu Rat Packa bio on, a ne Sammy Davis Jr. ili Dean Martin.

## 1960-e
U inačici Rat Packa iz 1960-ih bili su Frank Sinatra, Dean Martin, Sammy Davis Jr., Joey Bishop, Peter Lawford, i vrlo kratko Norman Fell. Marilyn Monroe, Angie Dickinson, Juliet Prowse, i Shirley MacLaine su često smatrane maskotama Rat Packa. Post-Bogartova verzija grupe (Bogart je preminuo 1957.) nikad se tako sama nije nazivala, već su koristili naziv "the Summit" ili "the Clan".
"Rat Pack"  bio je naziv koji su koristili novinari i ini, iako taj naziv ostaje i dalje. Često kad bi neki član sastava imao nastup, ostatak članova sastava bi se tu pojavljivao uzrokujući uzbuđenje u gledalištu, što bi kasnije rezultiralo uzvratnim posjetom. Rasprodali su gotovo sve predstave a ljudi su išli u Las vegas, ponekad spavajući u automobilima kada nisu mogli naći slobodnu sobu, samo da bi vidjeli nastup Rat Packa.
Vlasnici hotela voljeli su nastupe Rat Packa jer su oni uvijek privlačili pozornost publike ali i bogatih kockara koji su ostavljali novac u hotelskim kasinima.
Peter Lawford bio je zet predsjednika John F. Kennedya (engl. brother-in-law) što Sinatra izvrće kao "Brother-in-Lawford", i sastav je učestvovao u Kennedyjevoj kampanji i za Demokrate, pojavljujući se na skupštini Demokrata 11. srpnja 1960. u Los Angelesu.
Lawford je pitao Sinatru bi li želio imati Kennedyja kao gosta u njegovoj kući u Palm Springsu u ožujuku 1962., što Sinatra prihvaća praveći čak helidrom da bi što bolje ugostio predsjednika.
Kada je pravobranilac SAD-a Robert F. Kennedy savjetovao brata da izbjegava kontakte sa Sinatrom zbog njegovih kontakata s mafijom, osobito sa Samom Giancanom, do posjeta nije ni došlo.
Umjesto toga Kennedy posjećuje Binga Crosbya što dodatno razbješnjava Sinatru. Sinatra je za ovo krivio Lawforda i rekao je da "nikada više neće imatli lijepu riječ za njega" od tog trena pa nadalje.
Sinatra se pridružio neuspješnoj izbornoj kampanji demokrate Edmunda Browna 1966., kao i promašenoj predsjedničkoj kampanji zamjenika Huberta Humphreya 1968., prije nego što se okreće Republikancima). 
20. lipnja 1965. Sinatra, Martin, i Davis, s Johnnyjem Carsonom kao voditeljem, nastupaju na dobrotvornom televizijskom koncertu u Kiel Opera House u St. Louisu, skupljajući novčana sredstva za izgradnju doma za bivše zatvorenike, a zatim i diljem SAD-a.
30 godina poslije pojavljuju se "izgubljeni" snimci s nastupa u St. Louisu, koje su snimile "nepoznate" kamere u gardarobi, za vrijeme snimanja CBS programa o Sinatri. To je prikazano 1998. na televiziji,  a korišteno je kao dodatni materijal za izdavanje DVD-a Ultimate Rat Pack Collection: Live & Swingin.

## Kasnije godine
Martin i Davis se pojavljuju 1981. zajedno u filmu Cannonball Run, a Sinatra se pojavljuje u nastavku Cannonball Run II. Ovo je zadnji put da se njih trojica pojavljuju u jednom filmu zajedno. (Shirley MacLaine je također glumila u drugom filmu).

## Smrt članova
Sastav je pratila reputacija da su ženskaroši i pijanice, no Joey Bishop 1998. u jednom intervjuu kaže: "Nisam nikada vidio Franka, Deana, Sammya, ili Petera pijane tijekom predstava. To je bila samo šala. I vjerujete li uistinu da su ovi dečki morali loviti cure? Oni su ih morali odbijati! "
- Peter Lawford umire 24. prosinca, 1984., od srčanih tegoba koje su pratile komplikacije s bubrezima i jetrom u dobi od 61 godine.[14]
- Sammy Davis Jr. umire u dobi od 64 godine 16. svibnja 1990. od komplikacija raka grla.
- Dean Martin umire na božićno jutro 1995. u dobi od 78 godina.
- Frank Sinatra umire 14. svibnja 1998. u dobi od 82 godine.
- Joey Bishop, posljednji član Rat Packa umire u dobi od 89 godina 17. listopada 2007. godine.

## Filmovi
- It Happened in Brooklyn (1947.) (Sinatra, Lawford)
- Some Came Running (1958.) (Sinatra, Martin, i MacLaine)
- Never So Few (1959.) (Sinatra, Lawford, i Davis, kojeg mijenja Steve McQueen)
- Oceanovih jedanaest (1960.) (Sinatra, Martin, Davis, Lawford, i Bishop)
- Sergeants 3 (1962.) (Sinatra, Martin, Davis, Lawford, i Bishop)
- 4 for Texas (1963.) (Sinatra i Martin)
- Robin and the 7 Hoods (1964.) (Sinatra, Martin, Davis, i Lawford, kog kasnije zamjenjuje Bing Crosby)
- Marriage on the Rocks (1965.) (Sinatra i Martin)
- Texas Across the River (1966.) (Martin i Bishop)
- Salt and Pepper (1968.) (Davis i Lawford)
- One More Time (1970.) (Davis i Lawford)
- The Cannonball Run (1981.) (Martin i Davis)
- Cannonball Run II (1984.) (Sinatra, Martin, Davis, i MacLaine)

MacLaine je imala glavnu ulogu (dok je Sinatra imao cameo ulogu ) u Oscarom nagrađenom filmu iz 1956. Put oko svijeta za 80 dana. 
MacLaine je glumila Hindu princezu koju spaševa originalni član Rat Packa, David Nivena, u kojeg se zaljubljuje u filmu, dok je Sinatra imao ne-govoreću, ne-pjevajuću ulogu svirača klavira u salunu, čiji identitet je skriven sve do tenutka kada okreće lice prema kameri, u sceni kad se pojavljuju Marlene Dietrich i George Raft. MacLaine se kratko pojavljuje u Oceanovih jedanaest kao pijana žena.  Film iz 1984. Cannonball Run II bio je posljednji put da se članovi Rat Packa pojave zajedno na velikim ekranima.

## U popularnoj kulturi
- Postoji napomena o Rat Packu u filmu Bye Bye Birdie, u sceni kad Ed Sullivan kaže: "A sada:Frank Dean and Sammy. Frank, Dean i Sammy McWilliams."
- Poster filma Advance to the Rear kaže: "You've met the Rat Pack, now... meet the mouse pack!!!"
- Nekoliko je aluzija na Franka Sinatru u filmu Oceanovih trinaest, čime se naglašava da je Oceanovih jedanaest film Rat Packa.
- U filmu Get Him To The Greek iz 2011. u jednoj sceni glavni glumci razgovaraju o članovima Rat Packa.

## Vanjske poveznice
- The Rat Pack: 25 Never-Seen Photos  Arhivirana inačica izvorne stranice od 27. prosinca 2010. (Wayback Machine) - slideshow by Life magazine